# Starý Tekov
Starý Tekov (německy Bersenberg, Altbarsch, Altbersenberg, Bersenburg, Berschenberg, Alt Berschenburg, maďarsky Óbars) je obec na Slovensku v okrese Levice. Leží na levem břehu řeky Hron. Žije v ní přibližně 1 600 obyvatel. Na místě hřbitova, který se nachází v centru obce, stával Tekovský hrad, o kterém je první písemná zmínka již v roce 1075.

## Historie
Území obce bylo osídlena již v neolitu. V obci bylo objeveno sídliště a pohřebiště z velkomoravské doby. Vesnice s mýtem byla poprvé zmíněna v roce 1075. Díky ideální poloze se Tekovský hrad stal župním sídlem. Koncem 13. století byl pánem hradu Matúš Čák Trenčanský. Král Karel Robert připojil v roce 1321 hrad Tekov k Levicím. V roce 2015 byl mezi obcemi Starý Tekov a Nový Tekov přes řeku Hron otevřen nový most, který nadobro nahradil původní dřevěný most, stržený velkou vodou začátkem 19. století. V mezidobí bylo možné přepravit se mezi obcemi přívozem.

## Pamětihodnosti
- Římskokatolický kostel Nanebevzetí Panny Marie, jednolodní původně předrománská stavba s polygonálně ukončeným presbytářem a představenou věží z první poloviny 11. století. Nachází se uprostřed vesnice v opevněném areálu. Z původní stavby se dochovala severní zeď lodi. V následujících stoletích byl kostel upravován a rozšiřován, románsky na přelomu 11. a 12. století, goticky na přelomu 14. a 15. století, pozdně goticky kolem roku 1536, kdy vzniklo současné presbyterium s dochovanými okny s kružbami a nakonec barokně v období let 1698 až 1717, kdy byla přistavěna věž a kostel byl znovu zaklenut valenou klenbou s výsečemi. V areálu kostela se nachází brána se dvěma kaplemi z roku 1733, které sloužily také jako bašty. V roce 2011 se v kostele uskutečnil archeologický výzkum, který odkryl nejstarší zdivo předrománské stavby.
- Sousoší Kalvárie
- Pomník padlým v první a druhé světové válce
- Památník Štefana Senčíka
- Památník Jána Palárika
- Památník bojů u Starého Tekova